# The Jazz Showcase

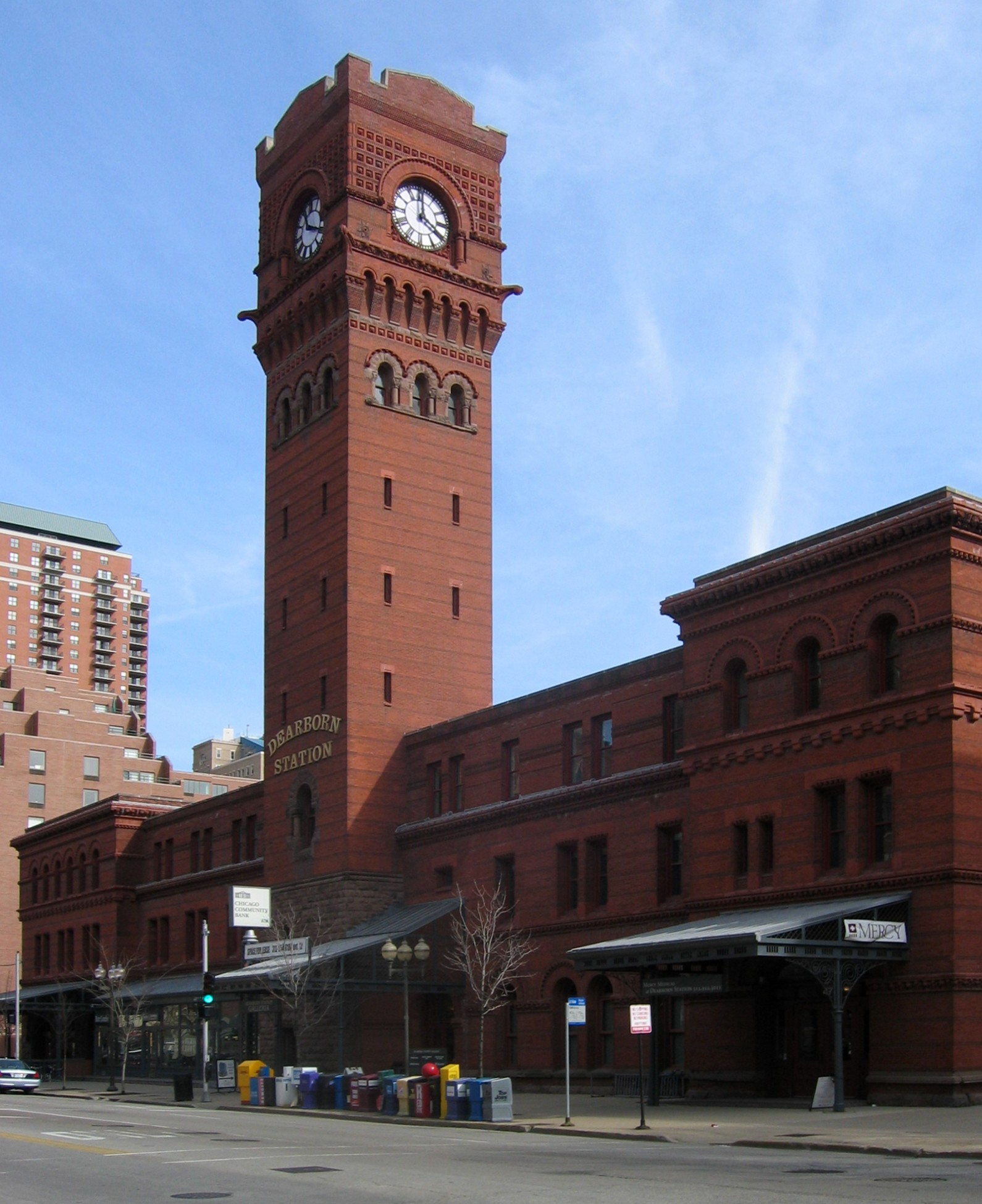
Die Dearborn Station 2006, Standort des Jazz Showcase.

The Jazz Showcase ist ein Jazzclub in Chicago, der seit 1947 besteht.
The Jazz Showcase wurde 1947 von Joe Segal gegründet. Dieser hatte zuvor während seines Studiums an der Roosevelt University Jamsessions in der Altgeld Hall organisiert. In dem Club konzertierten seitdem u. a. Chris Potter, Frank Morgan, Danilo Pérez, Larry Coryell, Paul Wertico, James Carter, Ira Sullivan, Winard Harper, Sun Ra, McCoy Tyner, Dexter Gordon und Bunky Green. Im Jazz Showcase entstanden auch Konzertmitschnitte wie Ahmad Jamals Trioalbum Chicago Revisited (1992). Nachdem er sich anfangs im Viertel der Rush Street befunden hatte, änderte sich häufig der Standort des Veranstaltungsortes. So befand er sich ab 1970 in der North Lincoln Avenue, von 1980 bis 1995 im Renaissance Blackstone Hotel; ab 1996 an der Ecke Clark Street und Grand Avenue; seit 2008 ist er in der ehemaligen Dearborn Station in der 806 S. Plymouth Ct im South Plymouth Court untergebracht, den Segals Sohn Wayne 2008 entwarf.
Üblicherweise wurden Musiker für fünf Abende die Woche plus eine Sonntags-Matinee (für Kinder) engagiert.
Der Besitzer Joe Segal erhielt für 2015 die NEA Jazz Masters Fellowship.

## Diskographische Hinweise
- 1978  – Sun Ra: The Soul Vibrations of Man (El Saturn)
- 1981 – Art Ensemble of Chicago: Live from The Jazz Showcase (Rhapsody, Video)
- 1981 – Hampton Hawes, Cecil McBee, Roy Haynes: Live at The Jazz Showcase in Chicago (Enja)
- 1987 – Louie Bellson: Live at The Jazz Showcase (Concord)
- 1992 – Ahmad Jamal: Chicago revisited: Live at Joe Segal´s Jazz Showcase (Telarc)
- 2000 – Sir Charles Thompson: Robbins’ Nest: Live at the Jazz Showcase
- 2000 – Marian McPartland & Willie Pickens: Ain’t Misbehavin’: Live at the Jazz Showcase (Concord)
- 2003 – Danilo Pérez: Live at The Jazz Showcase (Artistshare)
- 2006 –  Bob Lark, Phil Woods: Live at the Jazz Showcase (Jazzed Media)
- 2011 – Ira Sullivan & Stu Katz: A Family Affair: Live at Joe Segal’s Jazz Showcase (Origin)
- 2024 – Sun Ra: At the Showcase: Live in Chicago 1976–1977